# José Dominguez
José Manuel Martins Dominguez (Lisbona, 16 febbraio 1974) è un allenatore di calcio ed ex calciatore portoghese, di ruolo centrocampista.
Alto 1,65 m, è stato uno dei calciatori più bassi ad aver disputato un incontro nell'intera storia della Premier League.

## Carriera

### Giocatore

#### Club
Cresciuto nelle giovanili del Benfica, dopo aver trascorso due annate in prestito, si trasferisce, a titolo definitivo, agli inglesi del Birmingham, club nel quale militerà per due stagioni, la cui avventura terminerà con la retrocessione.
Nell'estate 1995 ritorna in Portogallo, allo Sporting Lisbona, collezionando più di 60 presenze nella massima serie lusitana. Tra il 1997 e il 2000 veste la maglia del Tottenham, con cui, nel 1999, conquista la coppa di Lega vinta in finale contro il Leicester City.
Grazie ad un versamento di 250 000 sterline, il Kaiserslautern acquista il cartellino del giocatore nel novembre 2000. In Germania trascorrerà 4 stagioni tra alti e bassi, facendo tesoro di oltre 50 presenze. Dopo una breve parentesi qatariota e brasiliana, sceglierà di dare l'addio al calcio giocato nel 2005.

#### Nazionale
Convocato per l'Olimpiade 1996, disputerà 4 incontri in tale competizione.

### Allenatore
In seguito al ritiro dal calcio giocato, Dominguez si dedicherà alla professione di allenatore. Sarà CT dell'União Leiria nel 2012, quando verrà chiamato in sostituzione di Manuel Cajuda. Guiderà anche lo Sporting Lisbona B per due stagioni prima di approdare sulla panchina del Real Cartagena, nel dicembre 2013.

## Statistiche

### Presenze e reti in nazionale
| Cronologia completa delle presenze e delle reti in nazionale ― Portogallo | Cronologia completa delle presenze e delle reti in nazionale ― Portogallo | Cronologia completa delle presenze e delle reti in nazionale ― Portogallo | Cronologia completa delle presenze e delle reti in nazionale ― Portogallo | Cronologia completa delle presenze e delle reti in nazionale ― Portogallo | Cronologia completa delle presenze e delle reti in nazionale ― Portogallo | Cronologia completa delle presenze e delle reti in nazionale ― Portogallo | Cronologia completa delle presenze e delle reti in nazionale ― Portogallo |
| Data                                                                      | Città                                                                     | In casa                                                                   | Risultato                                                                 | Ospiti                                                                    | Competizione                                                              | Reti                                                                      | Note                                                                      |
| ------------------------------------------------------------------------- | ------------------------------------------------------------------------- | ------------------------------------------------------------------------- | ------------------------------------------------------------------------- | ------------------------------------------------------------------------- | ------------------------------------------------------------------------- | ------------------------------------------------------------------------- | ------------------------------------------------------------------------- |
| 11-10-1995                                                                | Vienna                                                                    | Austria                                                                   | 1 – 1                                                                     | Portogallo                                                                | Qual. Euro 1996                                                           | -                                                                         |                                                                           |
| 12-12-1995                                                                | Londra                                                                    | Inghilterra                                                               | 1 – 1                                                                     | Portogallo                                                                | Amichevole                                                                | -                                                                         |                                                                           |
| 24-1-1996                                                                 | Parigi                                                                    | Francia                                                                   | 3 – 2                                                                     | Portogallo                                                                | Amichevole                                                                | -                                                                         |                                                                           |
| Totale                                                                    |                                                                           | Presenze                                                                  | 3                                                                         |                                                                           | Reti                                                                      | 0                                                                         |                                                                           |

| Cronologia completa delle presenze e delle reti in nazionale ― Portogallo olimpica | Cronologia completa delle presenze e delle reti in nazionale ― Portogallo olimpica | Cronologia completa delle presenze e delle reti in nazionale ― Portogallo olimpica | Cronologia completa delle presenze e delle reti in nazionale ― Portogallo olimpica | Cronologia completa delle presenze e delle reti in nazionale ― Portogallo olimpica | Cronologia completa delle presenze e delle reti in nazionale ― Portogallo olimpica | Cronologia completa delle presenze e delle reti in nazionale ― Portogallo olimpica | Cronologia completa delle presenze e delle reti in nazionale ― Portogallo olimpica |
| Data                                                                               | Città                                                                              | In casa                                                                            | Risultato                                                                          | Ospiti                                                                             | Competizione                                                                       | Reti                                                                               | Note                                                                               |
| ---------------------------------------------------------------------------------- | ---------------------------------------------------------------------------------- | ---------------------------------------------------------------------------------- | ---------------------------------------------------------------------------------- | ---------------------------------------------------------------------------------- | ---------------------------------------------------------------------------------- | ---------------------------------------------------------------------------------- | ---------------------------------------------------------------------------------- |
| 20-7-1996                                                                          | Washington                                                                         | Portogallo olimpica                                                                | 2 – 0                                                                              | Tunisia olimpica                                                                   | Olimpiadi 1996 - 1º turno                                                          | -                                                                                  |                                                                                    |
| 24-7-1996                                                                          | Washington                                                                         | Stati Uniti olimpica                                                               | 1 – 1                                                                              | Portogallo olimpica                                                                | Olimpiadi 1996 - 1º turno                                                          | -                                                                                  |                                                                                    |
| 30-7-1996                                                                          | Athens                                                                             | Argentina olimpica                                                                 | 2 – 0                                                                              | Portogallo olimpica                                                                | Olimpiadi 1996 - Semifinali                                                        | -                                                                                  |                                                                                    |
| 2-8-1996                                                                           | Athens                                                                             | Brasile olimpica                                                                   | 5 – 0                                                                              | Portogallo olimpica                                                                | Olimpiadi 1996 - Finale 3º/4º posto                                                | -                                                                                  |                                                                                    |
| Totale                                                                             |                                                                                    | Presenze                                                                           | 4                                                                                  |                                                                                    | Reti                                                                               | 0                                                                                  |                                                                                    |

## Palmarès

### Giocatore
- Supercoppa di Portogallo: 1

Sporting: 1995
- Coppa di Lega inglese: 1

Tottenham: 1998-1999

### Allenatore
- Supercoppa di Cipro: 1

APOEL: 2024